# Boletochaete
Boletochaete is een geslacht van schimmels behorend tot de familie Boletaceae. De typesoort is Boletochaete spinifera.

## Soorten
Volgens Index Fungorum bevat het geslacht vijf soorten (peildatum december 2021):
| Soortnaam                | Auteur(s)                  | Publicatiejaar |
| ------------------------ | -------------------------- | -------------- |
| Boletochaete bicolor     | Singer                     | 1986           |
| Boletochaete hastulifera | (Corner) E. Horak          | 2011           |
| Boletochaete mirans      | (Corner) E. Horak          | 2011           |
| Boletochaete setulosa    | M. Zang                    | 1986           |
| Boletochaete spinifera   | (Pat. & C.F. Baker) Singer | 1944           |